# Italians Do It Better
Italians Do It Better es una discográfica independiente estadounidense ubicada en Portland y Los Ángeles. Fue iniciada por Johnny Jewel y Mike Simonetti en 2006 con el fin de producir material para los proyectos de Jewel, Glass Candy y Chromatics. Otras bandas asociadas a la discográfica son Desire, Symmetry y Mirage. Abarca géneros como el synth-pop, post-punk e Italo-disco. La discográfica ha publicado dos recopilaciones, After Dark (2007) y After Dark 2 (2013).

## Artistas
- Chromatics
- Glass Candy
- Symmetry
- Desire
- Bottin
- Farah
- Mirage
- Appaloosa
- Twisted Wires